# Allianz Suisse Open Gstaad 2007
Allianz Suisse Open Gstaad 2007 — тенісний турнір, що проходив на ґрунтових кортах у місті Гштаад, Швейцарія з 9 липня . Належав до категорії International Series, був турніром серії Swiss Open Gstaad 2007 року.

## Фінальна частина

### Одиночний розряд
Поль-Анрі Матьє —  Андреас Сеппі 6–7(1–7), 6–4, 7–5

### Парний розряд
Франтішек Чермак /  Павел Візнер —  Марк Жікель /  Флоран Серра 7–5, 5–7, [10–7]